# جدة موازية

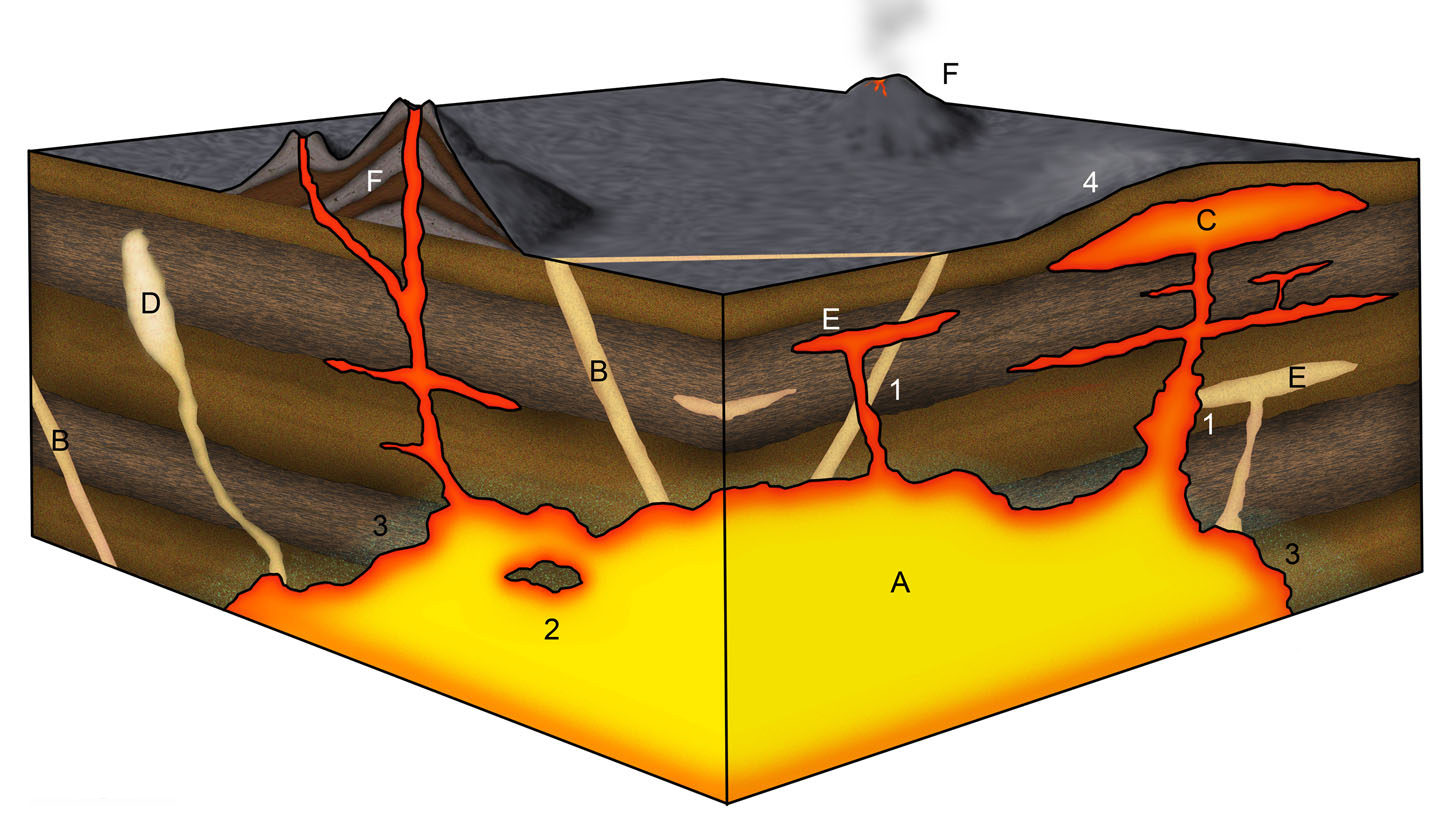
توضيح الفرق بين الجيب البركاني والجيب النافذ : جيب نافذ B = dike ; = جيب بركاني E = sill ; = بركان طبقي.

الجُدّة المُوازية أو العَتبة الموازية أو الجيب البركاني في الجيولوجيا (بالإنجليزية: sill) هو تسرب الصهارة عرضيا بين طبقات من اللابة أو الأحجار الرسوبية أو الطفة البركانية أو حتى عبر شقوق في الصخور المتحولة. وهي لا تصل عادة على السطح ولذلك تسمى «جيوب» ، والاختلاف بينها وبين الجيوب النافذة أنها لا تقطع طبقات صخرية أقدم منها .

## خصائص الجيوب البركانية
تكون الجيوب البركانية عادة موازية للطبقات التي تحتها وفوقها ولذلك فقد يختلط بينها وبين طبقة اللابة المتجمدة عل السطح .ولكن توجد بعض الصفات التي تميزها عن اللابة المتجمدة:
- يبين السطحان للصخور أعلى وأسفل الجيب وهي تغيرات بسبب ارتفاع الحرارة الذي انتابها أثناء تدفق الصهارة المكونة للجيب البركاني، ولا توجد تلك التغيرات إلا على الطبقة السفلى في حالة اللابة المتجمدة،
- لا تحتوي صخور الجيوب البركانية فقاقيع غازية
- تبين الاسطح العليا للابة المتصلبة عادة أعراض التعرية الطبيعية .

## اقرأ أيضا
- جدة قاطعة
- انفجار بركاني
- انبثاق بركاني
- بركان طبقي
- بركان درعي
- بركان تصدعي
- صهارة
- لوافظ آيسلندا
- بركان كليفلاند ألاسكا